# Eye Cue
Eye Cue är en nordmakedonisk poprock-duo, som består av sångarna Bojan Trajkovski och Marija Ivanovska (född 1997), bildades 2008. Gruppen fick framgångar på topplistan med låten "Magija" under 2008, och deltog i MTV Adria Topp 20 med låten "Not This Time" under 2010.
Duon representerade Makedonien med sin låt "Lost and Found" i Eurovision Song Contest 2018 i Lissabon, Portugal.